# جان باتيست غيل
جان باتيست غيل (بالفرنسية: Jean-Baptiste Gail)‏ هو أمين مكتبة وبروفيسور ومترجم فرنسي، ولد في 4 يوليو 1755 في باريس في فرنسا، وتوفي بنفس المكان في 5 فبراير 1829.